# Mariano Lutzky
Mariano Nicolás Lutzky (n. Mar del Plata, provincia de Buenos Aires, Argentina; 13 de enero de 1987) es un futbolista argentino. Juega de delantero y su equipo actual es el Sacachispas Fútbol Club de la Primera C. 

## Trayectoria
Comenzó jugando al baby fútbol con un equipo llamado Club Atlético Defensores Unidos (C.A.D.U) Santa Teresita. En 2005 se enroló en las inferiores de Temperley, equipo con el que debutó oficialmente durante el Campeonato de Primera B 2006-07 ante Brown de Adrogué el 19 de mayo de 2007, siendo José Barrella su entrenador. En la temporada 2008/09 estuvo jugando a préstamo con LKS Nieciecza de Polonia y Defensores Unidos.
En 2009 Temperley lo prestó por un año al Sacachispas, teniendo un excelente rendimiento. Un año después reforzó al Talleres de Remedios de Escalada, donde convirtió 3 goles en 38 partidos. En 2011 estuvo cerca de regresar a Temperley, pero fichó por Leandro N. Alem y un año después por San Miguel. En 2013 se desvincula de este equipo y en julio ficha por Dock Sud. Al año siguiente, Lutzky regresa al Sacachispas.
El 7 de enero de 2016 ficha por el Club Deportivo Vida. Marcó su primera anotación el 20 de febrero de 2016 en el empate de 1-1 frente a Real España.

## Clubes
| Club                       | País      | Año           |
| -------------------------- | --------- | ------------- |
| Temperley                  | Argentina | 2007 - 2008   |
| LKS Nieciecza (cedido)     | Polonia   | 2008          |
| Defensores Unidos (cedido) | Argentina | 2009          |
| Sacachispas (cedido)       | Argentina | 2009 - 2010   |
| Talleres (RdE)             | Argentina | 2010 - 2011   |
| Leandro N. Alem            | Argentina | 2011 - 2012   |
| San Miguel                 | Argentina | 2012 - 2013   |
| Dock Sud                   | Argentina | 2013 - 2014   |
| Sacachispas                | Argentina | 2014 - 2015   |
| Vida                       | Honduras  | 2016          |
| Sacachispas                | Argentina | 2016-2018     |
| C.A.D.U (santa Teresita )  | Argentina | 2019-presente |